# Edinburgh Challenger
L'Edinburgh Challenger, anche noto come The Scottish Tennis Championships è stato un torneo professionistico di tennis giocato su campi in terra verde. Faceva parte dell'ATP Challenger Series. Si giocava annualmente a Edimburgo in Gran Bretagna.

## Albo d'oro

### Singolare
| Anno | Campione         | Finalista           | Punteggio     |
| ---- | ---------------- | ------------------- | ------------- |
| 2002 | Alexandre Simoni | Jean-René Lisnard   | 6–3, 6–3      |
| 2001 | Kristian Pless   | Gorka Fraile        | 6–3, 6–3      |
| 2000 | Filip Dewulf     | Marcelo Charpentier | walkover      |
| 1999 | Héctor Moretti   | Attila Sávolt       | 6–4, 6–1      |
| 1998 | Tomas Nydahl     | Jan Frode Andersen  | 6–4, 6–1      |
| 1997 | Dinu Pescariu    | Andrea Gaudenzi     | 4–6, 7–5, 6–1 |

### Doppio
| Anno | Campioni                         | Finalisti                        | Punteggio     |
| ---- | -------------------------------- | -------------------------------- | ------------- |
| 2002 | Jeff Coetzee Myles Wakefield     | Jordan Kerr Grant Silcock        | 6–4, 7–6(6)   |
| 2001 | Filippo Messori Salvador Navarro | Justin Bower Damien Roberts      | 6–2, 7–6(4)   |
| 2000 | Tommy Robredo Michael Russell    | Lars Burgsmüller Ota Fukárek     | 6–0, 6–2      |
| 1999 | Marcus Hilpert Vaughan Snyman    | Marcos Roy-Girardi Attila Sávolt | 6–1, 7–6      |
| 1998 | Edwin Kempes Peter Wessels       | Marcos Ondruska Chris Wilkinson  | 6–7, 6–3, 6–2 |
| 1997 | Wayne Arthurs Grant Doyle        | Chris Haggard James Holmes       | 4–6, 6–2, 6–2 |